# スウェーデン人の一覧
スウェーデン人の一覧（スウェーデンじんのいちらん）は、スウェーデン出身者、スウェーデン国籍を持つ人物についての姓名を50音順に配列したものである。

## あ行
あ
- ラルフ・アースキン - 建築家、都市計画家
- グンナール・アスプルンド - 建築家
- クット・アッテルベリ - 作曲家、音楽評論家
- クリストファー・アモット - ミュージシャン
- マイケル・アモット - ミュージシャン
- エイドリアン・アーランドソン - ミュージシャン
- ダニエル・アーランドソン - ミュージシャン
- ポントゥス・アルノルドソン - 作家、ジャーナリスト、政治家、平和主義者
- アンネリ・アルハンコ - バレエダンサー、女優
- クリスチャン・アルヴェスタム - ミュージシャン
- ハンス・アルヴェーン - 植物学者、ヒューゴ・アルヴェーンの甥
- ヒューゴ・アルヴェーン - 作曲家、指揮者、ヴァイオリニスト、画家
- スヴァンテ・アレニウス - 科学者
- オベ・アンダーソン - ラリードライバー、元トヨタF1代表
- リチャード・アンダーソン - ミュージシャン
- ヒャルマル・アンデション - 陸上競技選手
- マルティン・アンデション - 元子役、数学者
- レーナ・アンデション - 絵本作家
- トルステン・アンデルソン - 画家
- サロモン・アウグスト・アンドレー - 探検家、技師
- ビョルン・アンドレセン - 俳優

い
- オーサ・イェークストロム - 漫画家
- ビョーン・イエロッテ - ミュージシャン
- ズラタン・イブラヒモヴィッチ - サッカー選手
- ピーター・イワース - ミュージシャン

う
- トーマス・ヴィクストロム - ミュージシャン
- トルステン・ウィーセル - 精神科学者
- レイネ・ウィセル - 元F1ドライバー
- ヤン・ヴィルスガールド - カーデザイナー
- ピーター・ウィルドアー - ミュージシャン
- ヨハン・ウェストリン - 軍人
- クリスティアン・ヴォーリン - ミュージシャン、デザイナー
- フレドリク・ウレーン - ヴィルトゥオーゾ・ピアニスト、精神科医

え
- エウシェン (ネルケ公) - 王族、画家
- ペール・エークストレム - 画家
- アニタ・エクバーグ - 女優
- アンデルス・エーケベリ - 科学者
- ラグナル・エストベリ - 建築家
- ヤン・エストマン - ジャズ・トランペット奏者、医師
- マッツ・エック - バレエ・ダンス振付家
- ヴィキング・エッゲリング - 芸術家、映画作家
- ステファン・エドベリ - 元プロテニス選手
- ジョン・エリクソン - スウェーデン出身、アメリカ在住の発明家
- スヴェン＝ゴラン・エリクソン - サッカー監督
- ビョルン・エンヴァール - カーデザイナー
- ニクラス・エンゲリン - ミュージシャン
- エンペラー・マグス・カリグラ - ミュージシャン

お
- アクセル・オクセンシェルナ - 17世紀スウェーデンの宰相
- マルチナ・バーグマン＝オスターバーグ - 教育者、体操家
- ヴィルゴット・オドネル - 技術者、発明家
- ペル・イングヴェ・オリーン - ミュージシャン
- ベルティル・オリーン - 経済学者
- アネット・オルゾン - ミュージシャン
- スヴェン＝エリク・オルソン - ナチス・ドイツ武装親衛隊
- ウノ・オーレン - 建築家、都市計画家、家具デザイナー
- アンデルス・オングストローム - 物理学者
- クヌート・オングストローム - 物理学者、アンデルス・オングストロームの息子

## か行
- カミラ - モデル
- アルビド・カールソン - 医学者
- バーブロ・カーレン（英語版） - 詩人。かつてはアンネ・フランクの生まれ変わりとして有名となっていた。日本ではバーブロ・カルレン、バルブロ・カルレン、バルブロ・カーレンとも呼ばれている
- グレタ・ガルボ - 女優
- ヨナス・キェルグレン - ミュージシャン
- ニルス・キュレーゲル - 画家
- グスタフ3世 (スウェーデン王) - 国王、作家
- オスカル・クライン - 理論物理学者
- ラグナー・グラニト - 医学者
- ホルガー・クラフォード - 人工腎臓の発明者
- レナート・グリーン - マジシャン
- レーナ・マリア・クリングヴァル - 歌手
- イーヴァル・クルーガー - 土木技術家、資本家、起業家、実業家
- アルヴァル・グルストランド - 眼科医
- エレン・ケイ - 女性活動家
- フェリックス・ケルステン - マッサージ師
- カール・コールマン - 医師

## さ行
- ベンクト・サミュエルソン - 生化学者
- マグナス・サミュエルソン - アスリート
- ヒューゴ・サルムソン - 画家
- ヴィクトル・シェストレム - 映画監督、脚本家
- エマ・シェーベルイ - モデル、女優
- マンネ・シーグバーン - 物理学者
- ヴィクトリア・シルヴステッド - モデル
- ロルフ・マキシミリアン・シーベルト - 物理学者
- アナ・ジョンソン - 歌手
- エマヌエル・スヴェーデンボリ - 宗教家
- ダニエル・スヴェンソン - ミュージシャン
- SU-EN（スーエン） -　振付師
- ステラン・スカルスガルド - 俳優
- ミカエル・スタンネ - ミュージシャン
- ヴィルヘルム・ステーンハンマル - 作曲家・ピアニスト・指揮者
- インゲマル・ステンマルク - スキー選手
- ピーター・ストーメア - 俳優
- ヨハン・アウグスト・ストリンドベリ - 作家
- イェスパー・ストロムブラード - ミュージシャン
- ダン・スワノ - ミュージシャン
- ニクラス・スンディン - ミュージシャン、グラフィックデザイナー
- シクステン・セゾン - カーデザイナー、インダストリアルデザイナー
- モニカ・ゼタールンド - 歌手・俳優
- グスタヴ・セーデルストレム - 画家
- ナータン・セーデルブロム - 聖職者、大司教
- アンデルス・セルシウス - 科学者
- レナ・ソーダバーグ - プレイメイト
- ダニエル・ソランダー - 植物学者
- アニカ・ソレンスタム - プロゴルファー
- アンデシュ・ソーン - 画家

## た行
- イー・タイプ (歌手) - 歌手
- イングリッド・チューリン - 女優
- カール・ツンベルク - 植物学者・医学者
- ミッキー・ディー - ミュージシャン
- ヒューゴ・テオレル - 生化学者
- ピーター・テクレン - ミュージシャン
- デッド - ミュージシャン
- オスカル・テーノ - 画家
- アルマンド・デュプランティス - 陸上選手
- アニカ・トール - 作家、脚本家
- ヤン・トロエル - 映画監督
- ビルギッタ・トロツィヒ - 作家・評論家

## な行
- ナトラムーン - ミュージシャン
- アルフ・ナッケムソン - 整形外科医師
- スヴェン・ニクヴィスト - 撮影監督
- ベングト・ニルジェ - ノーマライゼーションを広めた
- グンナー・ニルソン - F1ドライバー
- カール・ヌードストローム - 画家
- ジョン・ノトヴェイト - ミュージシャン
- リカルド・ノードストランド - キックボクサー、アイスホッケー選手、モデル
- アルフレード・ノーベル - 科学者
- ジョン・ノーラム - ミュージシャン
- エリン・ノルデグレン - ファッションモデル
- アドルフ・エリク・ノルデンショルド - 探検家
- ティナ・ノルドストリョム - 料理研究家・テレビ司会者
- フレドリック・ノルドストローム - 音楽プロデューサー、ミュージシャン
- アネッテ・ノルベリ - カーリング選手

## は行
は
- ヨン・バウエル - 画家
- グレテ・ハヴネショルド - 女優
- イングリッド・バーグマン - 女優
- ボリス・ハーゲリン - 実業家、暗号機の発明者
- ベント・パーソン - ジャズ・トランペット奏者
- ジェンス・バーテルソン - 政治学者
- アポロ・パパサナシオ - ミュージシャン
- ダグ・ハンマルショルド - 国連事務総長
- トマス・ハマーベリ - 外交官、人権活動家
- ラッセ・ハルストレム - 映画監督
- グスタヴ・ヴィルヘルム・パルム - 画家
- オロフ・パルメ - 政治家、スウェーデン元首相、スウェーデン社会民主労働党元党首
- パンドラ - 歌手・作詞家
- テオドール・ハンバーグ - 宣教師

ひ
- クヌート・ヴィクセル - 経済学者
- ロニー・ピーターソン - F1ドライバー
- ピューディパイ - YouTuber
- アンダース・ビョーラー - ミュージシャン
- ヨナス・ビョーラー - ミュージシャン
- ユッシ・ビョルリング - 歌手
- マッツ・ビランデル - プロテニス選手
- ヒューゴ・ビルイェル - 画家
- スウェーデンのビルギッタ - 聖職者、聖人

ふ
- ポントゥス・ファルネルド - サッカー選手
- クリステル・フォーグレサング - 宇宙飛行士
- カリン・フォルク（スウェーデン語版） - 作家。ジャーナリストとしても活動している
- ハンス・アクセル・フォン・フェルセン - 貴族・政治家
- ポントゥス・フュシュテンベリー - 資産家、美術収集家、芸術家のパトロン
- ケニー・ブラック - 元レーシングドライバー
- ファンニ・ブラーテ - 画家
- ルカ・フランチェスコーニ - 作曲家
- エリーアス・フリース - 植物学者、菌類学者
- アンダース・フリーデン - ミュージシャン
- クリストフェル・プールヘム - 物理学者
- マリアンネ・フレデリクセン - 作家
- ペル・イングヴァール・ブローネマルク - 整形外科医、歯科医、医学者
- ニルス・ブロメール - 画家
- スティグ・ブロンクビスト - ラリードライバー

へ
- ハンス＝イェスタ・ペーアソン - 武装親衛隊スウェーデン人義勇兵
- ポントゥス・ヴェアンブローム - サッカー選手
- トルステン・ヘーゲルストランド - 地理学者
- ベースハンター - 歌手・クラブDJ
- バルブロ・ベック＝フリース - 教授、医学博士
- ヴィルヘルム・ペッテション＝ベリエル - 作曲家、音楽評論家
- スヴェン・ヘディン - 探検家
- イェスタ・ペーテルソン - 元自転車競技選手
- オラフ・ペーテルソン - 神学者
- フジ子・ヘミング - ピアニスト
- ヨーナス・ベリストローム - 弁護士
- イングマール・ベルイマン - 映画監督、脚本家
- トール・ベルシェロン - 気象学者
- リッカルド・ベリ - 画家、スウェーデン国立美術館館長
- フォルケ・ベリイマン - 探検家、考古学者
- スネ・ベリストローム - 生化学者
- ベルナドッテ伯 - 元赤十字社総裁、国連パレスティナ調停官
- シグヴァルド・ベルナドッテ - インダストリアルデザイナー
- フランス・アドルフ・ベルワルド - 作曲家
- ヘレンハルメ美穂 - 翻訳家
- ペー・ベンジャミン -  フラワーデザイナー
- マーティン・ヘンリクソン - ミュージシャン
- スヴァンテ・ヘンリソン - ミュージシャン

ほ
- ニルス・ホシュベリ - 画家
- アルヴィド・ポッセ - 政治家、伯爵、スウェーデン元首相
- ヨアキム・ボニエ - F1ドライバー
- ビョルン・ボルグ - 元プロテニス選手
- スリム・ボルグッド - ミュージシャン、元レーシングドライバー

## ま行
- オラウス・マグヌス - 宗教家、歴史学者、地理学者
- スヴェン・マルケリウス - 建築家、都市計画家
- フィン・マルムグレン - 気象学者、北極探検家
- イングヴェイ・マルムスティーン - ミュージシャン
- アーギュスト・マルムストレム - 画家
- ペール・マルティン＝レーフ - 論理学者、哲学者、数学者
- アルバ・ライマル・ミュルダール - 外交官、政治家、作家
- グンナー・ミュルダール - 経済学者
- メイヤ - 歌手
- オロフ・モルク - ミュージシャン

## や行
- マルセル・ヤコブ - ミュージシャン
- オーレ・ヤコブソン - トランペット奏者、作曲家
- アンデルス・ヤーデルード - 陸上競技選手
- ウルバン・ヤーネ - 医学者、自然科学者、作家
- パトリック・ヤンセン - ミュージシャン
- ニルス・ヤンソン - トランペット奏者、ジャズコンポーザー
- グレン・ユングストローム - ミュージシャン
- モナ・ヨハネソン - ファッションモデル
- アンダース・ヨハンソン - ミュージシャン
- イェンス・ヨハンソン - ミュージシャン
- ステファン・ヨハンソン - 元F1ドライバー
- ヨハン・ヨハンソン - モンキーレンチを開発

## ら行
- トーマス・ラヴェリ - サッカー選手
- ドルフ・ラングレン - 空手家、映画俳優
- パール・ファビアン・ラーゲルクヴィスト - 作家
- セルマ・ラーゲルレーヴ - 作家
- カーリン・ラーション（旧姓ベーリェー） - カール・ラーションの妻
- カール・ラーション - 画家
- ヘンリク・ラーション - サッカー選手
- スティーグ・ラーソン - ジャーナリスト、作家。共産主義者
- ヨハン・リーヴァ - ミュージシャン
- ヨハネス・リュードベリ - 物理学者
- ブルーノ・リリエフォッシュ - 画家
- アンナ・リンド - 政治家
- フラン・リンドクヴィスト - 発明家
- アストリッド・リンドグレーン - 作家
- クリスチーナ・リンドバーグ - 女優、モデル、ジャーナリスト
- トーマス・リンドバーグ - ミュージシャン
- カール・フォン・リンネ - 植物学者
- イェンス・ルンクウィスト - 卓球選手
- ダニエル・ロステン - ミュージシャン
- ハンス・ロスリング - 医師、公衆衛生学者
- ゲオルク・フォン・ローゼン - 画家
- ロード・アーリマン - ミュージシャン

## わ行
- ヤン＝オベ・ワルドナー - 卓球選手
- ラウル・ワレンバーグ - 外交官